# 哥伦比亚—美国关系

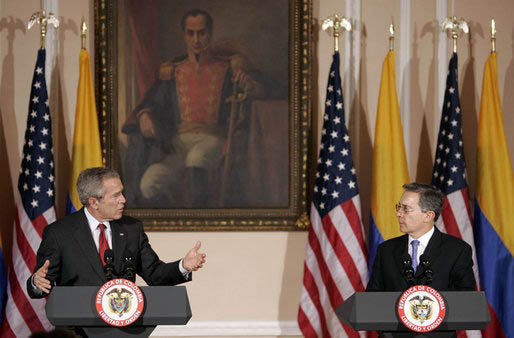
美国前总统乔治·W·布什和哥伦比亚前总统阿尔瓦罗·乌里韦·贝莱斯在哥伦比亚首都波哥大举行会晤。

哥伦比亚－美国关系指的是哥伦比亚共和国和美利坚合众国之间的双边关系。两国之间的关系从19世纪和20世纪初的大多数时候友好关系发展成为近年的伙伴关系，该伙伴关系将两国政府围绕几个关键问题联系起来；这包括打击共产主义、毒品战争以及9·11事件所造成的恐怖主义威胁。
在过去的50年中，不同的美国政府及其代表通过执行与上述问题有关的政策，参与哥伦比亚事务。一些批评美国在哥伦比亚现行政策的人，如法学教授约翰·巴里，声称美国的影响促进了哥国内冲突，并大大扩大了哥伦比亚侵犯人权的范围和性质。支持者，如副国务卿马克·格罗斯曼（Marc Grossman），为美国意在促进哥伦比亚尊重人权和法治的观点辩护；此外，还增加了打击毒品和恐怖主义的力度。
作为美洲国家间互助条约和美国空军之间的合作制度的签署成员，以及环太平洋军事演习的经常参与者，哥伦比亚是唯一支持2003年美国领导的伊拉克战争的南美洲国家。哥伦比亚政府还强烈谴责朝鲜在2006年、2009年和2013年进行的核试验，决定派遣士兵前往阿富汗，帮助驻阿富汗国际维和部队与塔利班进行斗争，加入西方及其盟国承认科索沃的行列，投票赞成联合国安全理事会第1973号决议，支持外国军事干涉利比亚内战。在奥萨马·本·拉登死后，哥伦比亚总统胡安·曼努埃尔·桑托斯向奥巴马表示祝贺，并在新闻发布会上说，“这次袭击再次证明，恐怖分子迟早会倒下。在全球反恐斗争中，只有一种方式：坚持、坚持和坚持。”
截至2013年，哥伦比亚表达了其最终加入美国领导的北约军事联盟的愿望。总统胡安·曼努埃尔·桑托斯说：“6月，北约将与哥伦比亚政府和国防部签署一项协议，开始一个友好与合作的进程，同时着眼于加入该组织。”美国助理国务卿罗伯塔·雅各布森（Roberta Jacobson）回应说：“我们的目标当然是支持哥伦比亚成为许多不同国际组织中有能力和强有力的成员国，这很可能包括北约。”
根据2012年的“美国全球领导力报告”显示，47%的哥伦比亚人支持美国领导，23%的人反对，29%的人不确定，支持率在美洲所有被调查国家的排名第六高。在2015年的一项调查中，奥巴马总统在哥伦比亚人中的支持率为78%。